# Astrofizika
Astrofizika je dio astronomije koji se bavi proučavanjem fizike svemira uključujući luminozitet, gustoću, temperaturu i kemijski sastav zvijezda, nastanak i evoluciju galaksija, svojstva međuzvjezdanog prostora, fizikalnu kozmologiju, svojstva crnih rupa i drugih pojava na nebu.
Vidi i: Astronomija